# Безугловка (Нежинский район)
Безу́гловка (укр. Безуглівка) — село, расположенное на территории Нежинский района Черниговской области (Украина).

## История
Впервые Безугловка упоминается в реестре казацкого войска 1649 г. Кроме казаков, в селе проживали переселившиеся с Правобережья крестьяне.
В 1666 г. в Безугловке насчитывалось 11 крестьянских дворов.
С 1678 г. становится ранговым селом нежинских полковников.
В 1708 г. Петр I закрепил село за Л. Я. Жураковским, наследники которого владели селом до конца XVIII в.
В XIX веке село Безугловка было в составе Талалаевской волости Нежинского уезда Черниговской губернии. В селе была Михайловская церковь.
Безугловка известна выступлением крестьян во времена крестьянской реформы, которая проведена правительством Александра ІІ в 1861 году. Крестьяне Безугловки, не поверив царскому манифесту призывали соседние села начать передел помещицких земель. Возмущенные произволом помещиков, выступили 700 жителей села Безугловки. В течение нескольких дней к ним присоединились 3600 жителей окрестных сел. Для подавления выступления было послано 3 батальона солдат во главе с губернатором Голицыным.
5 апреля 1861 все население Безугловки, а также часть жителей соседних сел согнали на площадь. Безугловку оцепили солдаты.
Руководителя крестьян И. Н. Кация после наказания плетьми в кандалах отправили на пожизненную каторгу в Сибирь. 23 человека приговорили к разным срокам заключения. Еще долго после этого солдаты находились в селе.
В 1918—1919 годах в Безугловке действовал свой партизанский отряд количеством 60-80 человек, который, потом вошел в больший отряд под командованием Кропивянского. Урон, который своими действиями наносили противнику партизаны, был огромен.
Одно из свидетельств тому — объявление немецкого оккупационного командования, датированное августом 1918 г.:
«ОБЪЯВЛЕНИЕ»
1. 18 августа в гор. Нежине по обычаям войны расстреляны в качестве бандитов следующие лица:
Из села Безугловки: Гавриил Скрипка, Андриан Чернега, Василий Муромец.
В октябре 1924 г. будущий историк Владимир Алексеевич Голобуцкий был направлен отделом народного образования заведовать избой-читальней в с. Безугловка Нежинского округа, где, между прочим, активно занялся атеистической пропагандой среди крестьян.
В 1943 году в Безугловке было что-то вроде отряда самообороны.
1959 — построен в центре села дом культуры (Клуб). Того времени он был самым вместительным из окружающих сел.
1965 — электрификация села.
1964-1965 — мелиорация земель, очистка и углубления русла р. Оржиця (Вьюница).
1967 — установлен величественный мемориальный монумент памяти погибшим односельчанам в 1918—1920, 1941—1945 годах. На двух стелах руки матери держат сердце жизни. По обе стороны аллеи на плитах увековеченные имена погибших.
1973 — дорогу к селу и центральную улицу укрыли асфальтовым покрытием.
1974 — построена и открытая Безугловская средняя школа. До той поры 8-летняя школа размещалась в приспособленных зданиях.
1992—1994 годы — газификация жилищ жителей села.

## Михайловская церковь
Михайловская церковь (1805—1835 гг.) причислена к Святыням Нежинской епархии. По состоянию на февраль 2008 года внесена в дополнение к списку достопримечательностей градостроения и архитектуры Украины, которые находятся под охраной государства за № 1785. Сохранилась практически в первозданном виде.
Архитектурные особенности
Сооружение в стиле провинциального ампира. Кирпичное, оштукатурено, состоит из притвора, нефа и граненой апсиды. Композиционным центром является неф, увенчанный куполом на цилиндрическом барабане. С южной и северной сторон к зданию примыкают портики дорического ордера, завершенные треугольными фронтонами. К притвору примыкает колокольня. Стены сооружения расчленены пилястрами, декорированы нишами прямоугольной формы. Окна имеют лучковые перемычки. Трехчастная объемно-планировочная структура памятника особенно ясно читается в интерьере. Смежные объемы отделены арочным полуциркульным проемом друг от друга. Основной объем в плане близок к квадрату.

## Герб
Михайловская церковь на гербе изображена в фигуре Св. Архистратига Михаила. Четыре звезды на гербе — символы четырех восстаний, которые сделали Безугловку известной далеко за пределами Нежинщини — 1861, 1905, 1918 и 1943 лет (особенно первые два, когда правительство должно было посылать на укрощение крестьян регулярные войска.

## Интересные места
Памятная доска у входа на погост (на украинском языке):
Не пишайся подорожній
мої останки навісти
Я в могилі спочиваю
а ти ще дома погости
Точно неизвестно кем и когда была установлена эта доска.
Двор Михайловской церкви с востока украшает надгробный памятник на могиле местному помещику дворянского сословия Михаилу Сидоренко, установленный его братом Платоном в начале XX века.

## Погода в селе
- http://weather.in.ua/ua/chernigovskaja/827